# Vikram Seth
Vikram Seth (Bengali: বিক্রম সেঠ)), (Calcutta, 20 juni 1952) is een Indiaas dichter-romancier die in het Engels schrijft.
Zijn bekendste boek is A Suitable Boy (1993), in het Nederlands vertaald als "De geschikte jongen". Andere romans van zijn hand zijn An Equal Music (1999) en Two Lives (2005). Ook publiceerde hij dichtbundels, waaronder Mappings (1980), The Humble Administrator's Garden (1985), All You Who Sleep Tonight (1990) en Beastly Tales (1991). Seth werd in 2001 benoemd tot Commander in the Order of the British Empire.
- Bibsys: 90374090
- Biblioteca Nacional de España: XX1120037
- Bibliothèque nationale de France: cb12477335r (data)
- Catàleg d'autoritats de noms i títols de Catalunya: 981058523348006706
- CiNii: DA01775288
- Digitale Bibliotheek voor de Nederlandse Letteren: seth001
- Gemeinsame Normdatei: 119331411
- International Standard Name Identifier: 0000 0001 0932 7921
- Library of Congress Control Number: n84090452
- Nationale Bibliotheek van Letland: 000024625
- MusicBrainz: 72d7486b-92b0-4c0c-a87d-e539112b3a12
- Nationale Bibliotheek van Tsjechië: jn19990007469
- Nationale bibliotheek van Australië: 35121070
- Nationale Bibliotheek van Israël: 987007268079605171
- Nationale en Universitaire bibliotheek Zagreb: 000554377
- Nederlandse Thesaurus van Auteursnamen: 069917388
- LIBRIS: 225116
- SNAC: w6ff69jh
- Système universitaire de documentation: 03397036X
- Trove: 832512
- Virtual International Authority File: 109238969
- WorldCat: E39PBJccb9DxQwxDKg4q3W9xDq

1. ↑  Guggenheim Fellows database; Guggenheim-identificatiecode voor fellowship: vikram-seth.
2. ↑  http://sahitya-akademi.gov.in/awards/akademi%20samman_suchi.jsp#ENGLISH; geraadpleegd op: 25 februari 2019.